# Clavularia eburnea
Clavularia eburnea is een zachte koraalsoort uit de familie Clavulariidae. De koraalsoort komt uit het geslacht Clavularia. Clavularia eburnea werd in 1906 voor het eerst wetenschappelijk beschreven door Kükenthal. 